# Apamea acera
Apamea acera är en fjärilsart som beskrevs av Smith 1900. Apamea acera ingår i släktet Apamea och familjen nattflyn. Inga underarter finns listade i Catalogue of Life.